# Rhysodes comes
Rhysodes comes är en skalbaggsart som först beskrevs av Lewis 1888.  Rhysodes comes ingår i släktet Rhysodes och familjen hakbaggar. Inga underarter finns listade i Catalogue of Life.